# Ciclisme als Jocs Olímpics d'estiu de 1900 - 25 quilòmetres
La prova dels 25 kilòmetres masculins fou una de les dues proves de ciclisme que es disputà als Jocs Olímpics d'Estiu 1900. Fou la segona de les proves disputades, el 15 de setembre i hi van prendre part set ciclistes en representació de França i els Estats Units. 4 d'ells havien pres part en la prova dels 2 km. Louis Bastien era el favorit, junt a John Henry Lake i Louis Hildebrand. Bastien guanyà, demostrant que era el més fort en les llargues distàncies dels ciclistes presents.

## Medallistes
| Or            | Plata            | Bronze          |
| Louis Bastien | Louis Hildebrand | Auguste Daumain |

## Resultats
| Posició | Ciclista          | Temps      |
| ------- | ----------------- | ---------- |
| Or      | Louis Bastien     | 25' 36,2"  |
| Plata   | Louis Hildebrand  | 28' 09,4"  |
| Bronze  | Auguste Daumain   | 29' 36,2"  |
| 4       | Maxime Bertrand   | Desconegut |
| 5-6     | Léon Gingembre    | Desconegut |
| 5-6     | Louis Trousselier | Desconegut |
| —       | John Henry Lake   | NF         |

NF: No finalitza